# Rücknahme (Verwaltungsrecht)
Die Rücknahme kennzeichnet nach deutschem Verwaltungsverfahrensrecht die Aufhebung eines bereits bei Erlass rechtswidrigen Verwaltungsaktes, der beispielsweise durch Täuschung oder Bestechung erwirkt worden war. Die Voraussetzungen dafür sind in § 48 Verwaltungsverfahrensgesetz des Bundes (VwVfG) geregelt. In den einzelnen Bundesländern bestehen zumeist fast gleichlautende Regelungen in den jeweiligen Landesverwaltungsverfahrensgesetzen.
Aus § 48 Abs. 1 S. 1 VwVfG ergibt sich, dass die Rücknahme eines rechtswidrigen belastenden Verwaltungsaktes der Behörde ohne weiteres möglich ist. Zuständig für die Rücknahme ist gemäß § 48 Abs. 5 VwVfG die örtlich zuständige Behörde, auch wenn der Verwaltungsakt ursprünglich von einer anderen Behörde erlassen wurde.
Engere Voraussetzungen bestehen für die Rücknahme eines rechtswidrigen Verwaltungsaktes, der für den Bürger eine Begünstigung mit sich gebracht hat. Dabei unterscheidet das Verwaltungsverfahrensrecht zwischen zwei Arten von Begünstigungen: Solche durch Geldleistungen oder teilbare Sachleistungen („Geldleistungs-VA“) und solche, die andere Begünstigungen begründen. Der wichtigste Unterschied besteht darin, dass bei einem Geldleistungs-VA schon die Rücknahme scheitert, wenn ein schutzwürdiges Vertrauen des Adressaten in den Bestand des Verwaltungsaktes vorliegt. Sein Vertrauen wird bereits auf der „Primärebene“ geschützt. Anders ist dies bei sonstigen Begünstigungen: Hier ist die Behörde ohne weiteres zur Rücknahme befugt, muss jedoch, soweit ein schutzwürdiges Vertrauen des Bürgers bestand, Schadensersatz leisten („Sekundärebene“). Diese Trennung soll überflüssige Zahlungsflüsse verhindern: Würde auch bei einem Geldleistungs-VA erst auf der Sekundärebene Vertrauensschutz gewährleistet, würde dies dazu führen, dass er die erbrachten Leistungen zurückgewähren müsste, dann aber sofort Rückzahlung im Wege des Schadensersatzes verlangen könnte. Dies soll durch die differenzierte Regelung vermieden werden.
§ 48 Abs. 2 S. 3 VwVfG enthält einige Gründe, bei denen ein Vertrauen des Bürgers auf den Bestand des Verwaltungsakts ausgeschlossen ist. Dieser Katalog gilt auch für § 48 Abs. 3 VwVfG. Die Behörde hat gemäß § 48 Abs. 4 VwVfG eine Entscheidungsfrist (so die Rechtsprechung; eine andere Meinung sieht dies als Bearbeitungsfrist an) von einem Jahr.
Die Rücknahme ist eine Ermessensentscheidung. Die Behörde kann den Verwaltungsakt ganz oder nur teilweise sowie mit ex nunc- oder mit ex-tunc-Wirkung zurücknehmen. Die Rückforderung einer gewährten Leistung erfolgt gegebenenfalls durch einen Rückforderungs- und Erstattungsbescheid gemäß § 49a VwVfG.
Sollten die Voraussetzungen einer Rücknahme nach § 48 VwVfG nicht vorliegen, kommt auch bei rechtswidrigen Verwaltungsakten „erst recht“ ein Widerruf gemäß § 49 VwVfG in Betracht.
Für staatliche Beihilfen, die gegen das im Notifizierungsverfahren geltende Durchführungsverbot verstoßen (Art. 108 Abs. 3
AEUV), verlangt die wirksame Durchsetzung des Unionsrechts (Effektivitätsgrundsatz), dass das nationale Verwaltungsverfahrensrecht die Rückabwicklung nicht unmöglich machen darf. Deshalb dürfen in solchen Fällen die Regelungen über den Vertrauensschutz sowie die Fristenbestimmung nicht angewandt werden. Darüber hinaus kann sich der Bürger im Rahmen des § 49a VwVfG nicht auf eine Entreicherung berufen.
Parallelbestimmungen im sozialrechtlichen Verwaltungsverfahren sind § 44 Zehntes Buch Sozialgesetzbuch (SGB X), § 45 SGB X und § 49 SGB X.
Im steuerrechtlichen Verwaltungsverfahren sind die Parallelregelungen in den § 130 und § 132 AO zu finden.